# Plazi
Plazi – це міжнародна некомерційна асоціація зі Швейцарією, яка підтримує та сприяє розробці постійної та відкрито доступної цифрової біотаксономічної літератури. Плазі є співзасновником репозиторію літератури з питань біорізноманіття та підтримує це сховище цифрової таксономічної літератури в Zenodo, щоб забезпечити доступ до даних FAIR, перетворених із таксономічних публікацій за допомогою служби TreatmentBank, покращує подані таксономічні обробки шляхом створення версії у форматі XML Taxpub, і розповідає про важливість підтримки відкритого доступу до наукового дискурсу та даних. Це внесок у розвиток е-таксономії в галузі інформатики біорізноманіття.
Підхід спочатку був розроблений у двонаціональній програмі цифрових бібліотек Національного наукового фонду (NSF) і Німецького дослідницького фонду (DFG) для Американського музею природної історії та Університету Карлсруе, відповідно, для створення XML-схеми, що моделює вміст біо- систематична література. Схема TaxonX застосовується до застарілих публікацій за допомогою GoldenGATE. Плазі розробив способи зробити доступними записи про поширення в опублікованій таксономічній літературі через службу TAPIR, яку збирає Глобальний інформаційний фонд біорізноманіття (GBIF). Plazi стверджує, що дотримується закону про авторське право та стверджує, що таксономічні обробки не кваліфікуються як літературний чи художній твір. Плазі стверджує, що такі роботи є суспільним надбанням і можуть вільно використовуватися та поширюватися (з науковою практикою, яка вимагає відповідного цитування).